# 威格里國家公園

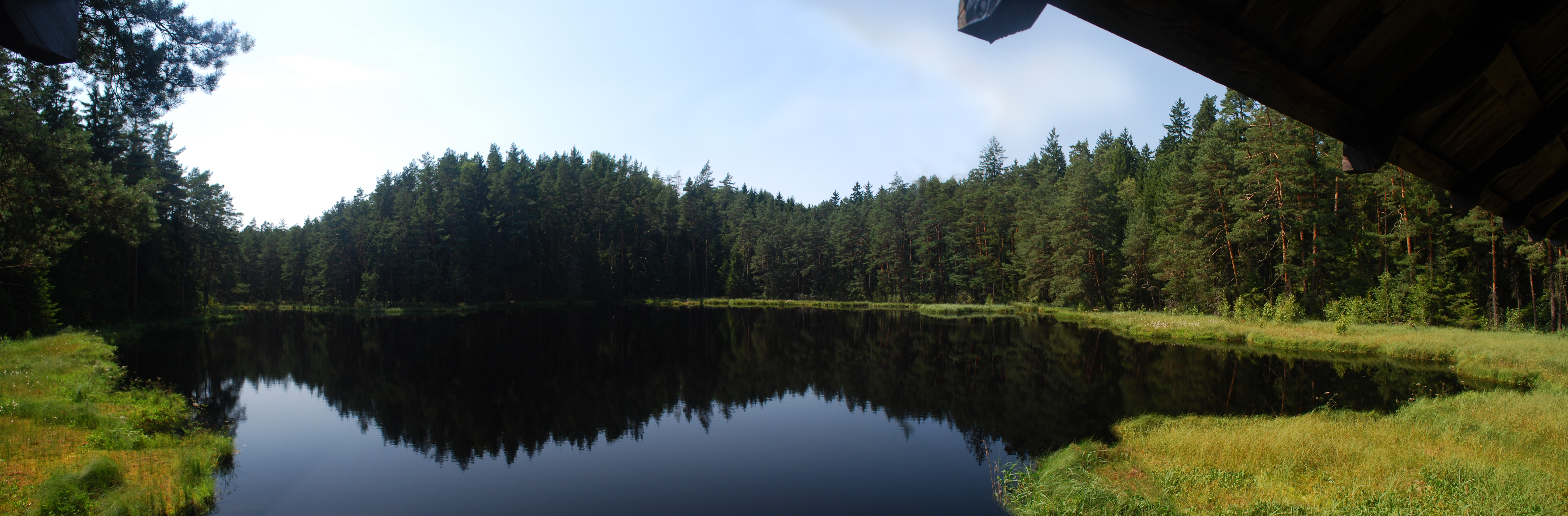

威格里國家公園是波蘭的國家公園，位於該國東北部，由波德拉謝省負責管轄，始建於1989年，面積151平方公里，是202種鳥類、46種哺乳類動物、12種兩棲類動物和5種爬蟲類動物的棲息地。

## 外部連結
- Official website at www.wigry.win.pl
- The Board of Polish National Parks

54°00′N 23°03′E / 54.000°N 23.050°E